# اروین سانچس
اروین سانچس (اسپانیایی: Erwin Sánchez‎؛ زادهٔ ۱۹ اکتبر ۱۹۶۹) بازیکن سابق و مربی فوتبال اهل بولیوی است.
از باشگاه‌هایی که در آن بازی کرده‌است می‌توان به باشگاه فوتبال بوآویشتا، باشگاه فوتبال بنفیکا بی، باشگاه ورزشی اشتوریل پرایا، باشگاه ورزشی بنفیکا، و باشگاه فوتبال بولیوار اشاره کرد.
وی همچنین در تیم ملی فوتبال بولیوی بازی کرده‌است.